# Милано, Джузеппе
Джузеппе Милано (итал. Giuseppe Milano, 26 сентября 1887, Ревере, Италия — 13 мая 1971, Верчелли, Италия) — итальянский футболист и тренер, игравший на позиции полузащитника. В качестве игрока прежде всего известен по выступлениям за клуб «Про Верчелли», а также национальную сборную Италии.

## Клубная карьера
Дебютировал в футболе в 1908 году выступлениями за команду клуба «Про Верчелли», цвета которого и защищал на протяжении всей своей карьеры, которая длилась восемь лет.

## Выступления за сборную
В 1911 году дебютировал в официальных матчах в составе национальной сборной Италии. В течение карьеры в национальной команде, которая длилась 4 года, провёл в форме главной команды страны 11 матчей, был её капитаном. В составе сборной был участником футбольного турнира на Олимпийских играх 1912 года в Стокгольме.

## Карьера тренера
В 1919 году вошёл в состав тренерского совета сборной Италии. Работал со сборной до 1921 года и позже, в течение 1924—1925 годов. Был главой тренерского совета во время футбольного турнира на Олимпийских играх 1920 года в Антверпене.
В течение 1928—1929 годов возглавлял команду клуба «Новара».
Умер 13 мая 1971 года на 84-м году жизни в городе Верчелли.